# 데이브 워틀

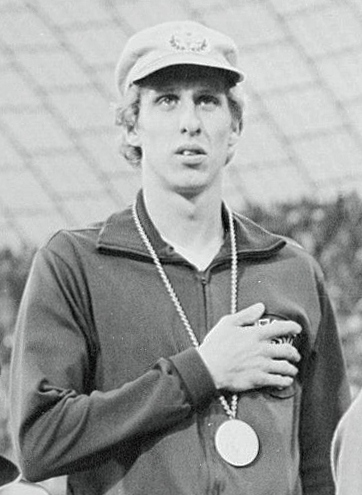

데이비드 제임스 워틀(David James Wottle, 1950년 8월 7일 ~ )은 미국의 전직 중거리 육상 선수로 데이브 워틀이라는 이름으로도 잘 알려져 있으며 1972년 하계 올림픽 800m 금메달리스트이자 800m 세계 기록 보유자였다. 그리고 이듬해인 1973년에는 역사상 3번째로 빠른 마일을 달렸으며 골프 모자를 쓰고 달리는 것으로 유명했다.